# BAD HOP WORLD 2020
『BAD HOP WORLD 2020』（バッド・ホップ・ワールド・2020）は、日本のヒップホップグループ、BAD HOPが2020年3月1日に神奈川県横浜市にある横浜アリーナで開催したライブ公演である。
2018年の日本武道館以来となるアリーナでの公演で、結成後最大動員数を見込んでの開催を予定していたが、この年に世界的に流行した新型コロナウイルスの感染拡大を受け、無観客での開催となった。

## 開催までの経緯

### 告知・チケット販売

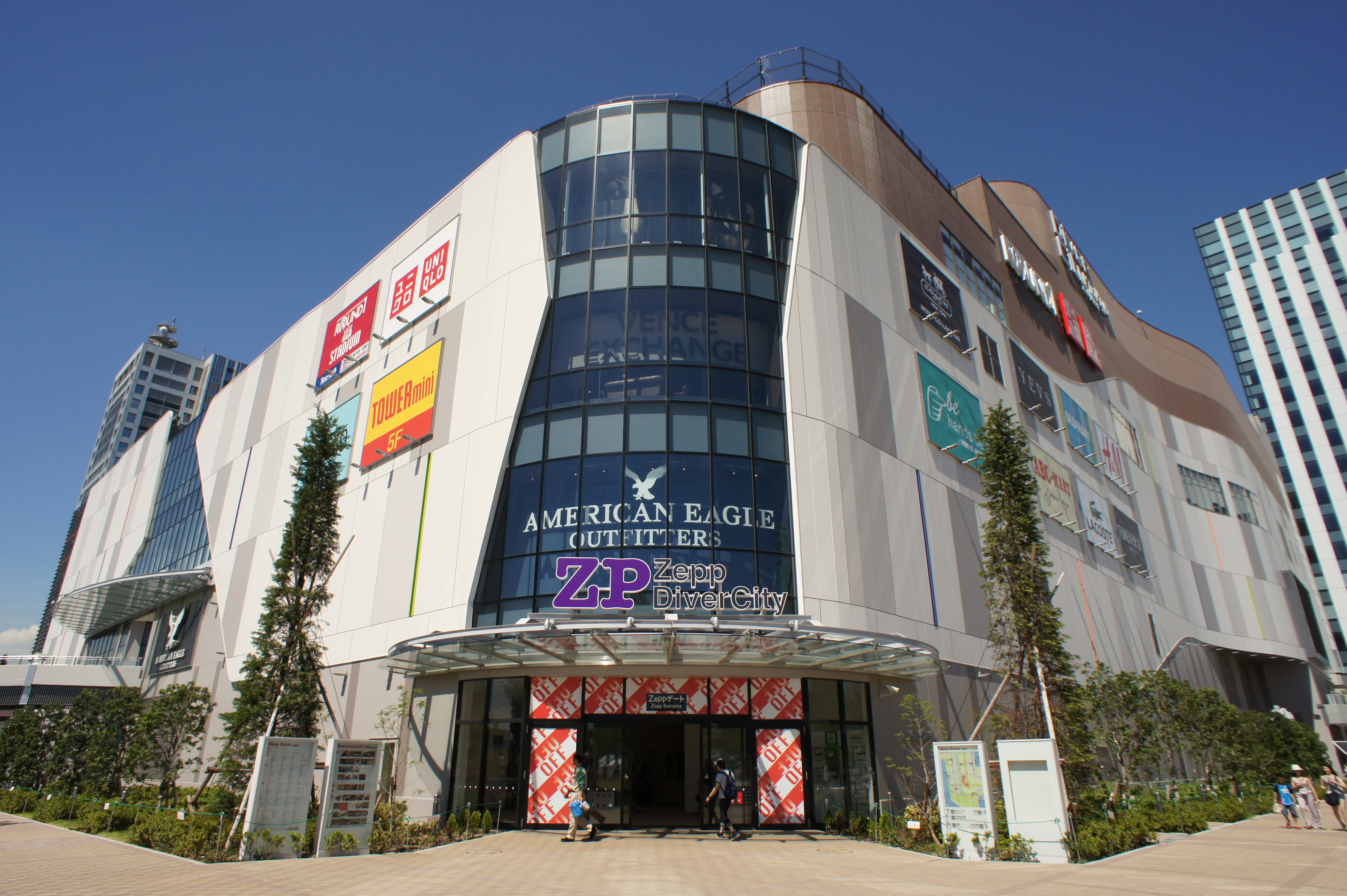
Zepp DiverCity TOKYO

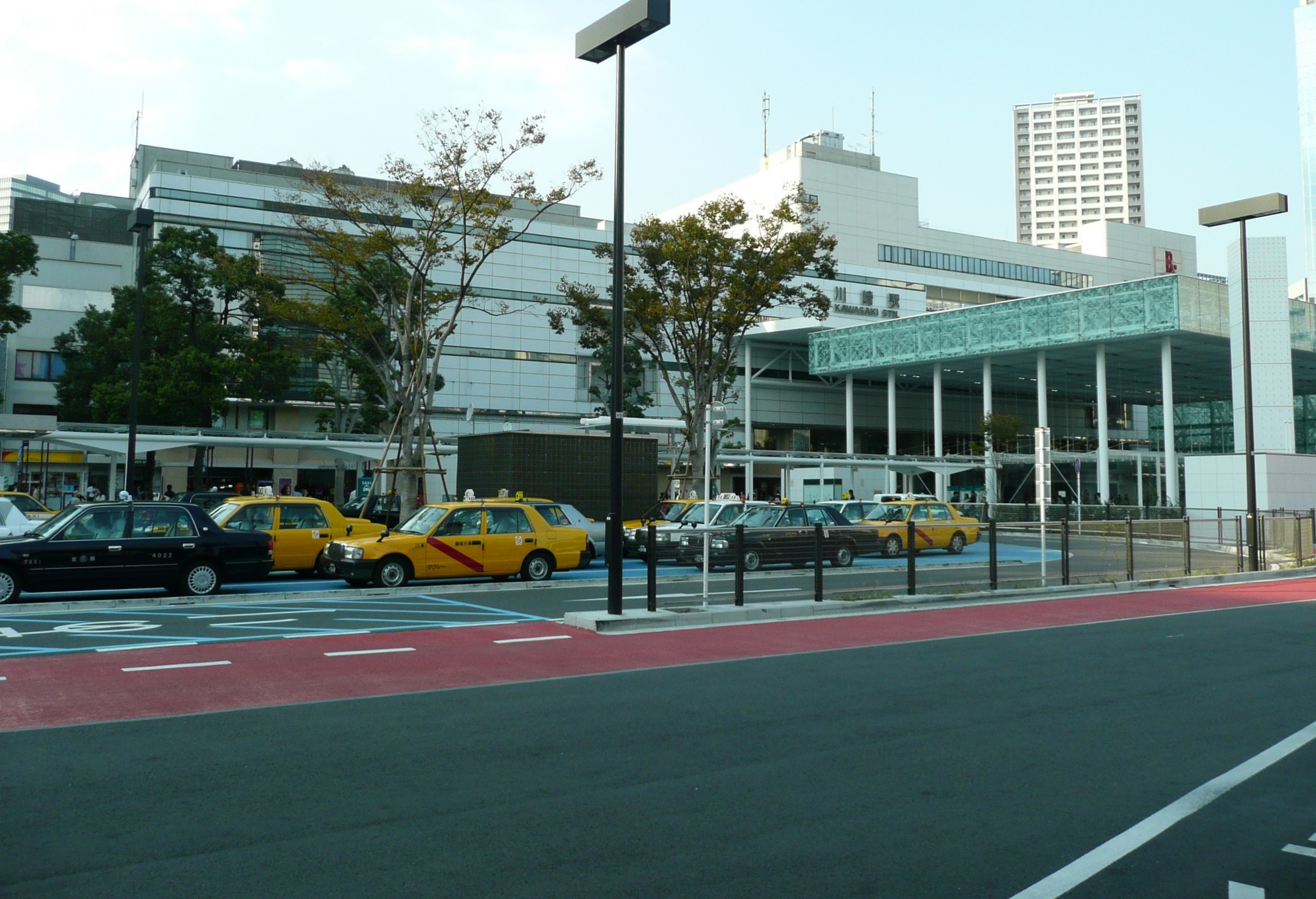
川崎駅前でのフリーライブで公演日時を告知した。

2019年6月、Zepp DiverCity TOKYOでの「COLD IN SUMMER ZEPP TOUR」の千秋楽となるのステージで2020年に横浜アリーナで単独ライブをすることを発表した。同年、配信EP『Lift Off』がリリースされた際に"BAD HOP WORLD"と題した9秒ほどの動画が公開される。同年12月7日、川崎駅前でフリーライブ（ゲリラライブ）を行い、この時に横浜アリーナでのワンマンライヴ「BAD HOP WORLD 2020」を翌年の2020年3月1日に行うと記載された号外「BAD HOP News Paper」がオーディエンスに配布された。チケットの販売を2020年1月15日に専用サイトにて24時間限定で行うこともアナウンスされた。これまでの活動の中で最大規模であり、会場の横浜アリーナのある横浜市はメンバーの地元である川崎市川崎区のある神奈川県である。約1年間の準備期間を経ての開催となる。
チケットは全席指定。開催日は日曜日であり、午後5時に開場し午後6時の開演であった。2020年2月8日からチケットの再販も行われた。同年2月16日にはヒップホップ専門ラジオ局「WREP」で緊急特番を放送するなどメンバーによるプロモーションも行われ、ライブ当日に向け着々と準備が進められていた。

### 無観客での開催

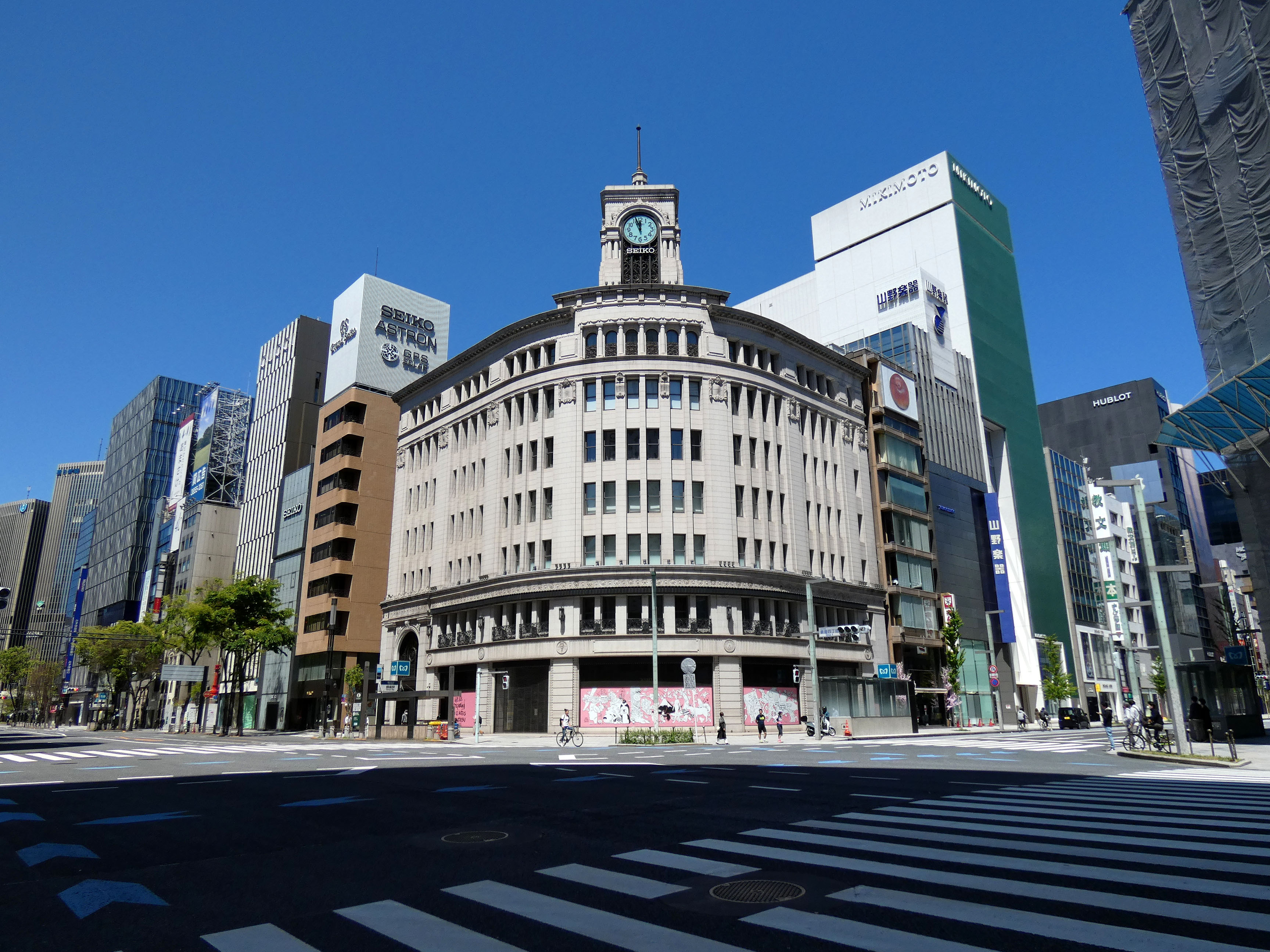
後に緊急事態宣言が発令するなど、新型コロナウイルスの影響は深刻なものとなった。写真は2020年4月19日に撮影された休日の銀座四丁目交差点。

ライブ開催日の4日前である2020年2月26日、新型コロナウイルス感染症の流行により日本国政府による大規模イベントの中止、延期の勧告を受け、公演を行うのが困難となる。これまでも中止を含め開催の協議が行われ、一度中止を決断し政府からの勧告当日に制作会社に中止の連絡を入れたが、公演中止を諦められない想いから翌日メンバーとスタッフで再度協議が行われ、予定通りの3月1日に横浜アリーナで無観客でのライブを行うことに決定。更にライブの模様をYouTubeのアカウントから生配信する事を発表した。
チケットはソールドアウトしていたが、購入者には全額の払い戻しを行った。YouTubeのライブ配信の費用、ステージの製作費などを全て含めると負債は1億円以上。BAD HOPはメジャー・レーベルのレコード会社や芸能事務所に所属していないこともあり本公演でのスポンサーはなく、この負債額をメンバー及びスタッフが全て背負うこととなる。

### クラウドファンディング
無観客での公演決定後、支援者からクラウドファンディングを行うのはどうかという案を参考に、"【BAD HOP】借金1億の無観客ライブをみんなで支援しよう!"と題したクラウンドファンディングがCAMPFIREにて行われた。ライブ公演当日の3月1日午前11時から開始され、ライブ前に約1500万円の金額が集まった。集まった資金はYouTube Liveの制作費やCAMPFIRE手数料、送料、編集費用などに使われた。
プロジェクト上の目標金額は1億円と記載されたが、まずは5000万円を目指して行われていった。ライブ公演後も3月30日までの1ヶ月間クラウンドファンディングを続け、最終的に78,846,522円の支援総額となった。支援者数は6835人。

## 公演詳細

YouTubeにてライブ生配信を行った。配信後、翌日の3月2日までアーカイブを残した。

ライブ当日の2020年3月1日、本番同様のステージセット予告通りに無観客での公演をYouTubeにて無料の生配信を行った。客席にはスタッフのみが待機して見守るという形で公演がスタートした。YouTubeでの再生回数は65万回を超え、YouTubeの急上昇ランクでは1位を記録。
最新EP『Lift Off』の収録曲を始め、これまでの既発曲やYZERRやTiji Jojoのソロ楽曲なども披露された。YZERRは横浜アリーナでの公演についてMCでこう語っている。
ライブ終盤のMCにて今回の公演を普通にキャンセルすれば負債は3〜4000万円で済んでいたことがT-Pablowより明かされている。
尚、この公演で2020年6月に3枚目とオリジナル・アルバム『BAD HOP WORLD』を発売することを発表した。
| #   | タイトル             | 作詞 | 作曲・編曲 |
| --- | -------------------- | ---- | ---------- |
| 1.  | 「JET」              |      |            |
| 2.  | 「Double Up」        |      |            |
| 3.  | 「Poppin」           |      |            |
| 4.  | 「I Feel Like Goku」 |      |            |
| 5.  | 「Handz Up」         |      |            |
| 6.  | 「ICHIMANYEN」       |      |            |
| 7.  | 「Dead Coaster」     |      |            |
| 8.  | 「YAGI」             |      |            |
| 9.  | 「Walking Dead」     |      |            |
| 10. | 「2018」             |      |            |
| 11. | 「WAR」              |      |            |
| 12. | 「In The Mode」      |      |            |
| 13. | 「RedruM」           |      |            |
| 14. | 「Gucci Scarf」      |      |            |
| 15. | 「HiiiSpace」        |      |            |
| 16. | 「PLAYER 1」         |      |            |
| 17. | 「Super Car」        |      |            |
| 18. | 「Asian Doll」       |      |            |
| 19. | 「Intro」            |      |            |
| 20. | 「Overnight」        |      |            |
| 21. | 「No New Friends」   |      |            |
| 22. | 「ZION」             |      |            |
| 23. | 「Back Stage」       |      |            |
| 24. | 「Prologue」         |      |            |
| 25. | 「Mobb Life」        |      |            |
| 26. | 「Ocean View」       |      |            |
| 27. | 「White T-shirt」    |      |            |
| 28. | 「Life Style」       |      |            |
| 29. | 「Chain Gang」       |      |            |
| 30. | 「これ以外」         |      |            |
| 31. | 「Diamond」          |      |            |
| 32. | 「Kawasaki Drift」   |      |            |
| 33. | 「Foreign」          |      |            |

## 公演後
2020年3月26日、BAD HOPの新曲「Hood Gospel feat. T-Pablow, Bark & YZERR」のミュージック・ビデオが公開され、この楽曲のリリックの中で今回の無観客公演の件が触れられている。
2020年4月16日放送の情報番組「スッキリ」（日本テレビ）でBAD HOPの横浜アリーナ公演が取り上げられ、メンバーのYZERRが代表して取材を受け、電話で出演した。
2020年8月7日、ツアーのタイトルにも使われた『BAD HOP WORLD』をタイトルとしたオリジナル・アルバムを配信でリリース。前述の「Hood Gospel feat. T-Pablow, Bark & YZERR」も収録され、その他収録曲「May Day」でも今回の無観客公演について取り入れている。尚、このアルバムは前述のクラウドファンディングの支援者には配信より一足早く手元に届けられている。
2020年12月18日、翌年の2021年1月20日に本公演のリベンジとされるワンマンライブ「BAD HOP WORLD THE REVENGE」を横浜アリーナで開催することを発表した。しかし、日本政府が再び緊急事態宣言を発令する方針を表明したことを受け、延期となった。その後、更なるリベンジとして2021年に「BAD HOP THE REVENGE TOUR」と題した全国ツアーの開催を発表し、開催。2021年9月1日、3度目の挑戦となるワンマンライブ「BAD HOP THE REVENGE TOUR FINAL IN YOKOHAMA ARENA」を横浜アリーナで開催することを発表。しかし、この横浜アリーナ公演も自身が2021年8月29日に出演した野外イベント「NAMIMONOGATARI2021」の影響で延期となった。